# Joan II de Trebisonda
Joan II Comnè, dit el Gran, fou el setè emperador de Trebisonda, que va governar en setè (1280–1284) i novè lloc (1285-1297). Va accedir al tron en substitució del seu germà Jordi quan aquest fou deposat. Joan II va ser el primer emperador de Trebisonda que, després d'un estira i arronsa amb les peticions de l'emperador romà d'Orient, va canviar el tractament de protocol que havien fet servir els seus avantpassats pel d'emperador i autòcrata de tot l'est, els iberis i les províncies transmarines, tot i que des d'Andrònic I Gidos la regió d'Ibèria ja no pertanyia a l'imperi.
Va viure una època d'inestabilitat dins la política interna: en diverses ocasions es van alçar en armes contra ell intentant arrabassar-li el tron, això va fer que a les seves monedes Joan aparegui representat al costat del seu fill Aleix, en senyal d'advertència indicant la seva intenció de no abandonar el tron i de perpetuar-lo amb la seva estirp.

## Inestabilitat en el govern
Joan va néixer vers el 1262 o 1263, i era fill de Manuel I i de la seva tercera esposa, Irene Syrikaina.
El seu regnat va estar marcat pels inicis de la inestabilitat política. Va assolir el tron el juny del 1280, després de la deposició del seu germà Jordi Comnè, traït pels seus oficials. El primer acte com a emperador de què es té notícia va ser el 1281, quan va rebre una ambaixada de l'emperador romà d'Orient Miquel VIII Paleòleg. Aquesta delegació estava formada per Jordi Acropolita i un prominent eclesiàstic anomenat Xifilinos; el seu objectiu era convèncer Joan de deixar de fer servir la fórmula protocol·lària "emperador i autòcrata dels romans". Vint anys enrere Miquel s'havia apoderat del tron de l'Imperi de Nicea a través d'un cop d'estat sobre el jove Joan IV Ducas Làscaris i havia aconseguit prendre la ciutat de Constantinoble, governada pels llatins, per tant considerava que només ell tenia dret a fer servir el títol tradicionalment emprat pels emperadors romans d'Orient. Però aquest no era l'únic motiu pel qual Miquel considerava que Joan II era el seu rival: des que havia decidit unir el seu estat a la fe catòlica i renunciar a l'Església Ortodoxa alguns ciutadans havien fugit cap a Trebisonda per no haver-se de sotmetre a aquest canvi religiós i veien en Joan II un candidat més digne per al tron imperial. Miquel pensava que així es guanyaria el suport militar dels reis europeus per lluitar contra l'enemic turc, però es va trobar amb una forta oposició de la noblesa romana d'Orient i es va veure obligat a empresonar, usar càstigs físics i fins i tot condemnar a mort a molts ciutadans.
Miquel havia fet aquesta mateixa petició als predecessors de Joan II, sembla que sense gaire èxit. Quan Acropolita i Xifilinos van oferir a canvi la mà de la filla de Miquel, Joan la va rebutjar. Joan va replicar que continuaria amb el costum dels seus avantpassats i que la noblesa de Trebisonda no acceptaria que renunciés a un títol que també li pertanyia per tradició.
Després que Akropolita marxés de Trebisonda, Joan va haver de fer front a una rebel·lió encapçalada per Papadopoulos, que segons Finlay es va fer fort a la ciutadella i va capturar Joan. Finlay afirma que no és possible establir la complicitat dels romans d'Orient en aquest assumpte, però és possible que hi tinguessin alguna implicació, ja que aquesta revolta els afavoria.
La revolta, però, finalment no va reeixir i quan tot va tornar a la calma va arribar una altra ambaixada romana d'Orient. Aquesta vegada estava formada per Demetrios Iatropoulos, i un altre eclesiàstic que va tornar a fer el mateix oferiment. Aquesta vegada Joan va acceptar el matrimoni però va dir que per a ell li era impossible deixar de banda la forma tradicional del títol que havien fet servir els seus ancestres. "El títol de basileus, les botes porpra, la túnica brodada amb àguiles i les postracions dels poderosos caps de l'aristocràcia, eren motiu d'orgull pels ciutadans de Trebisonda i aquests elements anaven lligats a la persona de l'emperador." Però quan Joan va anar a Constantinoble, els seus acompanyants romans d'Orient el van obligar a treure's les botes i la túnica imperial, per respecte al qui seria el seu sogre tot i que, en aquell moment no es trobava a la ciutat sinó en una campanya militar contra els turcs. Miquel el va compensar amb el títol de dèspota, però no va poder estar present en la cerimònia de matrimoni, ja que va morir abans. La qüestió del títol protocol·lari va quedar resolta substituint emperador dels romans per emperador i autòcrata de tot l'est, els iberis i les províncies transmarines, tot i que des d'Andrònic I Gidos la regió d'Ibèria ja no pertanyia a l'imperi.
Aprofitant que Joan estava fora de Trebisonda per casar-se, el rei David VI de Geòrgia, va assetjar la ciutat. Encara que no va aconseguir el seu propòsit els georgians van ocupar algunes províncies. Joan va marxar cap a Trebisonda el 25 d'abril del 1282 amb la seva esposa, Eudòxia Paleòloga i quan va arribar a la seva cort es va trobar amb dues amenaces inesperades. La primera era el seu mig germà Jordi, que havia intentar recuperar el tron perdut, però no en va reeixir en l'intent. L'altra va ser la seva mig germana Teodora, filla de Manuel I i de la seva esposa georgiana Rusudan, la qual li va usurpar el tron el 1284, va estar governant durant uns mesos i, segons les paraules del cronista Miquel Panàret "va desaparèixer de sobte". Joan fou restaurat en el tron no més tard del 1285.

## Política exterior
Panàret és la principal font documental i ofereix pocs detalls del seu regnat, però deixa clar que fou durant el seu regnat que els turcs van capturar la ciutat de Calibis i van encetar una gran invasió que va fer que molts llocs quedessin deshabitats."
En la segona meitat del regnat, el seu imperi va atreure l'atenció dels reis occidentals. Durant la major part del segle xiii, l'Imperi de Trebisonda no va estar present a la ment dels governants europeus, per exemple, no va ser tingut en compte en la convocatòria del Concili de Lió II del 1274. Això va canviar cap al 1290, quan el papa Nicolau IV va escriure dues cartes per invitar Joan II a convertir-se a la fe catòlica i a unir-se a una nova croada per recuperar Terra Santa i per demanar-li que fes d'intermediari entre els mongols i la cristiandat. L'any 1292 una ambaixada anglesa que anava a territori mongol va presentar els seus respectes a la cort de Trebisonda; Joan no va fer gaire cosa per ells llevat d'hostatjar-los i enviar-los el cuiner de palau perquè gaudissin de les seves habilitats culinàries. Per aquella època, es va establir a Trebisonda una colònia de mercaders genovesos, cosa que van anotar a la seva crònica del viatge els anglesos i esmenten un tal Nicolò d'Oria, que en podria ser el cònsol. També va ser a finals del segle xiii que els franciscans van establir un monestir a Trebisonda, que no tan sols va servir de base per la seva tasca evangelitzadora per Anatòlia, sinó que a més van servir als genovesos que, com ells, eren catòlics.

## Mort

L'àguila d'un sol cap, emblema dels Comnens, emperadors de Trebisonda

Joan va morir a Limnes el 1297. El metropolità Joan Lazaropul, va escriure en el seu llibre titulat Logos, que quan Aleix, el fill de Joan II, el va succeir, la zona oest del seu reialme estava sota gran pressió dels infidels procedents d'Agar i només romania: Kerasos, part de Chalybia, Oinaion, i les tretze ciutats o fortaleses de la rodalia de Limnes. Podria ser que Joan estigués en plena campanya militar contra els invasors quan va morir. El seu cos va ser transportat a la capital i sebollit a l'església de Panagia Chrysokephalos («La Mare de Déu del Cap Daurat»). A l'església de Sant Gregori de Nissa, abans de la remodelació del 1863, es podien veure unes pintures de Joan II i la seva esposa Eudòxia, i en aquests retrats es podia observar que la túnica d'ell tenia brodades les àguiles d'un sol cap, l'emblema dels Comnens de Trebisonda, mentre que la d'ella portava l'àguila de dos caps, emblema de l'Imperi Romà d'Orient.
Joan II va tenir dos fills: Aleix i Miquel, el primer dels quals el va succeir.